# St. Walburgen
St. Walburgen je naselje v Občini Svinec v Okraju Šentvid ob Glini na Koroškem v Avstriji.